# Pseudohomonyx crassus
Pseudohomonyx crassus är en skalbaggsart som beskrevs av Gilbert John Arrow 1911. Pseudohomonyx crassus ingår i släktet Pseudohomonyx och familjen Dynastidae. Inga underarter finns listade i Catalogue of Life.